# Bouscarle de Mandell
Locustella mandelli
Espèce
Statut de conservation UICN

 LC  : Préoccupation mineure
La Bouscarle de Mandell (Locustella mandelli, anciennement Bradypterus mandelli) est une espèce de passereaux de la famille des Locustellidae.

## Répartition
On la trouve de la Chine à l'Inde jusqu'en Indonésie.